# اچ‌ام‌اس ریسهورس (۱۸۰۶)
اچ‌ام‌اس ریسهورس (۱۸۰۶) (به انگلیسی: HMS Racehorse (1806)) یک کشتی بود که طول آن ۱۰۰ فوت ۱ ۱⁄۲ اینچ (۳۰٫۵ متر) بود. این کشتی در سال ۱۸۰۶ ساخته شد.